# Saint-Denis-des-Monts
 Saint-Denis-des-Monts  là một xã của tỉnh Eure, thuộc vùng Normandie, miền bắc nước Pháp.